# Воєводін Петро Іванович
Воєводін Петро Іванович (рос. Воеводин, Пётр Иванович; 30 червня (12 липня) 1884, Суми — 25 листопада 1964, Москва) — російський революціонер, комуністичний і державний діяч, радянський організатор кіновиробництва в СРСР, редактор. Герой Соціалістичної Праці (1964).

## Біографія
Воєводін Петро Іванович народився 12 липня 1884 року в Сумах. Закінчив два класи земської школи, після чого працював спочатку за наймом, потім на заводі. У 1899 році вступив в РСДРП. Активно займався революційною діяльністю в багатьох містах, неодноразово затримувався поліцією. Учасник Першої російської революції. У 1912-1913 роках перебував в еміграції в США. У 1913 році нелегально повернувся до Росії, працював у Баку, був заарештований і засланий до Наримського краю.
У 1917 році Західно-Сибірським з'їздом рад був обраний головою крайового продовольчо-економічної ради Західного Сибіру і Уралу. У 1918 році — голова Західно-Сибірського раднаргоспу. У 1919 — 1920 роках-на військово-політичній роботі. У 1919 році — уповноважений ЦК РКП(б) і політичний комісар агітпоїзда «Жовтнева Революція» на Західному і Південному фронтах. У 1920 році — головний комісар Московсько-Віндаво-Рибінської залізниці.
У 1921 — 1922 роках-завідувач Всеросійським фотокінематографічним відділом Наркомосу РРФСР.
У 1922 — 1939 роках на літературно-видавничій та бібліотечній роботі, відповідальний редактор науково-популярного журналу «Електрифікація» та наукового журналу «Електрика». У 1931 році завідувач видавництвом «Амторга», редактор журналу «Американська техніка і промисловість» (Нью-Йорк, США).
Обирався членом ВЦВК РРФСР 5 - го і 6-го скликань. У 1940 році вийшов на пенсію.
Делегат XXII з'їзду КПРС (1961). Член Всесоюзного товариства старих більшовиків ВКП (б).
Указом Президії Верховної Ради СРСР від 2 січня 1964 року Петру Івановичу Воєводіну було присвоєно звання Героя Соціалістичної Праці] з врученням ордена Леніна і золотої медалі «Серп і Молот».
Помер 25 листопада 1964 року. Похований на  Новодівичому кладовищі Москви.
Ім'ям Петра Воєводіна названа вулиця в Кіровському районі Самари.